# Amiga info
Amiga info var en datortidning om hemdatorn Amiga. Tidningen startades av Thomas Svenson och Mathias Ivarsson, och gavs ut i 19 nummer mellan mars 1996 och mars 1999 av X-files media i Moheda. I och med sista numret bytte tidningen namn till Echo.